# Fly Pan Am
Fly Pan Am ou Le Fly Pan Am, é uma banda de rock experimental do Canadá, formada em Montreal em 1996. Os álbuns de estúdio foram editados pela gravadora sediada em Montreal, a Constellation Records, que produziu e colaborou noutros trabalhos como Godspeed You! Black Emperor e Shalabi Effect.

## A banda
A banda foi formada em 1996 pelos guitarristas Jonathan Parant e Roger Tellier-Craig, pelo baterista Felix Morel e pelo baixista Jean-Sebastian Truchy. Eric Gingras juntou-se mais tarde à banda em 2002, tocando guitarra e percussão. Chegaram a partilhar alguns membros com Godspeed You! Black Emperor até ao guitarrista Roger Tellier-Craig deixar a banda anterior em 2003, para se dedicar em definitivo a Fly Pan Am. Atualmente a banda em hiato, não sabendo se voltaram a juntar-se.
A banda é influente junto da população de cultura francesa do Quebec, bem como no panorama de vanguarda em Montreal. A língua francesa é a predominante na produção e letras dos álbuns, embora o inglês também tenha presença.
Os títulos das faixas antigas, como descreve Roger Tellier-Craig, foram escritas de modo a interpretar a canção, que já estava perdida pela maioria dos ouvintes, devido ao uso do francês. O uso de sons eletrónicos de forma ocasional por parte de Alexandre St-Onge, serve para captar a atenção e ao mesmo confundir o ouvinte. Roger Tellier-Craig é atualmente membro da banda pop experimental Pas Chic Chic.

## Discografia

### Álbuns de estúdio
- 1999 - Fly Pan Am
- 2002 - Ceux qui inventent n'ont jamais vécu (?)
- 2004 - N'écoutez pas

### Eps
- 2000 - Sédatifs en fréquences et sillons